# Dolmen du Genévrier
Der Dolmen du Genévrier (auch Dolmen de Nauquiès oder Dolmen de Noquies genannt) liegt in Salles-la-Source bei Rodez im Département Aveyron in Frankreich. Das Dorf Salles-la-Source ist mit 66 Grabhügeln oder Dolmen auf dem 78 km² großen Gemeindegebiet eine der an Vorzeitdenkmälern reichsten Gemeinden in Frankreich. Dolmen ist in Frankreich der Oberbegriff für Megalithanlagen aller Art (siehe: Französische Nomenklatur).
Die nahezu vollständigen Reste der etwa 5,0 Meter langen und 1,5 Meter breiten rechteckigen Kammer liegen eingetieft in der Hügelmitte. Es fehlt nur die östliche, kleinere Hälfte des in situ befindlichen Decksteins. Die unbeschädigte Kammer bestand möglicherweise aus sieben oder acht Steinplatten. Der Cairn hat etwa 25 m Durchmesser und ist bis zu 4,0 Meter hoch.
75 m südlich liegt der schwer beschädigte Dolmen de Jasse Rouge. Die Dolmen im Aveyron treten oft in Gruppen auf und 92 % aller Dolmen wurden aus Kalksteinplatten errichtet.